# Bad Godesberg
Bad Godesberg je městský obvod ležící v jihovýchodní části německého města Bonnu, na levém břehu Rýna. Žije v něm přibližně 74 tisíc obyvatel.

## Historie
První písemná zmínka pochází z roku 722, kdy zde žil germánský kmen Ubiů. Název Godesbergu se odvozuje od kultu boha Wotana (původní podoba Wuodensberg, Wotanova hora). Ve třináctém století vznikla na kopci nad vesnicí pevnost Godesburg, patřící kolínským arcibiskupům. V roce 1583, kdy v oblasti zuřila kolínská válka, hrad vypálili vojáci kurfiřta Arnošta Bavorského. V padesátých letech 20. století byl Godesburg zrestaurován a přeměněn na luxusní hotel, válcovitá věž je charakteristickou dominantou Bonnu a okolí.
V 18. století byly objeveny místní léčebné prameny (Draitschbrunnen). V roce 1792 byla postavena rokoková rezidence Redoute, středisko lázeňského resortu, kde si bohatá klientela léčila především nemoci pohybového ústrojí. V roce 1855 bylo zřízeno nádraží na Západorýnské dráze, v roce 1899 se Godesberg rozrostl o sousední obce Plittersdorf a Rüngsdorf. V roce 1925 získal právo užívat přídomek Bad (lázně) a roku 1935 byl povýšen na město. Ve dnech 22.–23. září 1938 proběhla v Bad Godesbergu jednání mezi Adolfem Hitlerem a Nevillem Chamberlainem o územních nárocích Německa vůči Československu. Z jednání vzešlo Godesberské memorandum.
Po druhé světové válce se Bonn stal hlavním městem západního Německa a v nedalekém Bad Godesbergu vznikla řada velvyslanectví, sídlila zde také Spolková rada. V listopadu 1959 zde proběhl historický sjezd SPD, na kterém byl přijat Godesberský program, znamenající odklon od marxistické ideologie. V roce 1969 byl Bad Godesberg připojen k městu Bonnu. Po sjednocení Německa odešla většina diplomatů, v Bad Godesbergu zůstaly jen některé konzuláty, sídlí zde také Bonn International School. Lázeňským hostům je určen velký park a devět kilometrů dlouhá promenáda podél Rýna.

## Městské části
Bad Godesberg se dělí na třináct městských částí:
- Alt-Godesberg
- Friesdorf
- Godesberg-Nord
- Godesberg-Villenviertel
- Heiderhof
- Hochkreuz
- Lannesdorf
- Mehlem
- Muffendorf
- Pennenfeld
- Plittersdorf
- Rüngsdorf
- Schweinheim